# Charles Walter De Vis

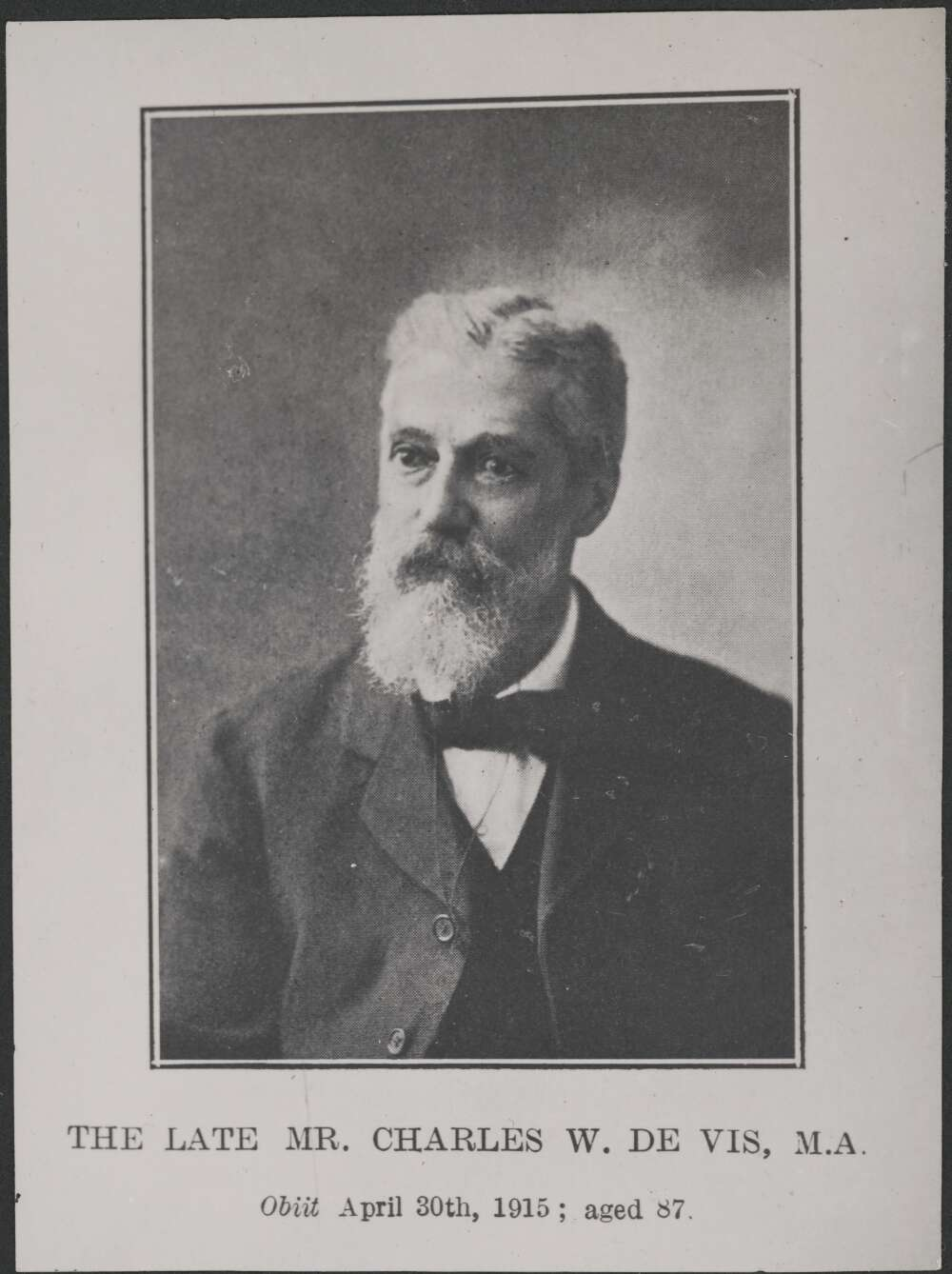
Charles Walter De Vis

Charles Walter De Vis (bis 1882 Devis, * 9. Mai 1829 in Birmingham, Warwickshire, England; † 30. April 1915 in Toowong, Brisbane, Queensland, Australien) war ein britisch-australischer Geistlicher, Zoologe und Museumsdirektor. Seine Forschungsschwerpunkte waren die Herpetologie, die Paläontologie und die Ornithologie.

## Leben
De Vis kam als Sohn von James und Maria Devis (geborene Chambers) in Birmingham zur Welt. Die Familie war mit Porträtmalern gleichen Namens verwandt. Nach dem Abschluss der Edward VI Grammar School in Birmingham studierte De Vis am Magdalene College in Cambridge, wo er 1851 zum Bachelor of Arts und 1884 zum Master of Arts graduierte. 1851 wurde er Diakon und 1853 Rektor von St. John’s in Brecon, Wales. Sein großes naturkundliches Interesse führte jedoch dazu, dass er kurz nach 1862 Kurator am Queen’s Park Museum in Manchester wurde. Hier verfasste er seine ersten wissenschaftlichen Artikel und wurde Mitglied der Anthropologischen Gesellschaft.
Im Juni 1870 wanderte De Vis nach Queensland in Australien aus. Er ließ sich zunächst bei Black Gin Creek in der Nähe von Rockhampton und anschließend bei Clermont nieder. Nach einem Besuch in England wurde er Bibliothekar in der Rockhampton School of Arts. Von 1880 bis 1882 verfasste er unter dem Pseudonym „Thickthorn“ 18 geologische und ornithologische Artikel im Journal Queenslander. Die Qualität dieser Artikel veranlasste die Treuhänder des Queensland Museums, De Vis als Kurator einzustellen. Er begann seine Arbeit im Februar 1882 und wurde 1901 zum Direktor ernannt. Diesen Posten hatte er bis zu seinem Ruhestand im Jahre 1905 inne. Bis 1912 fungierte er als Berater für das Museum.
De Vis spezialisierte sich vor allem auf die Bereiche Paläontologie und systematische Wirbeltier-Zoologie. Trotz begrenzter finanzieller Mittel und eines kleinen Mitarbeiterstabs trug er erheblich zur Vergrößerung der Museumssammlung bei. Ferner baute er eine Handbibliothek auf und überwachte den Umzug des Museums von der öffentlichen Bibliothek zum Ausstellungsgebäude im Bowen Park. 1891 gründete De Vis das Museumsjournal The Annals of the Queensland Museum, in dem unter anderem William MacGregor Beiträge über Neuguinea verfasste.
De Vis beschrieb 551 rezente und fossile Taxa, darunter die Skinkart Concinnia queenslandiae, die Gleitbeutlerart Petaurus gracilis, den  Spiegeldickichtschnäpper, die Große Pittadrossel, den Langschwanz-Raupenfänger, den Bergwaldschnäpper, den Braunrücken-Dickkopf, den Blaukappenflöter, den Papuadornschnabel, den Prachtkleiber, den Laubhonigfresser, den Papuapieper, die Papuasericornis, die Bergamadine, den Buntwarzen-Honigfresser, den Bergdornschnabel, Mallomys aroaensis, das Bennett-Baumkänguru, Dobsonia pannietensis, Carlia munda und Cyrtodactylus louisiadensis.
In den 50 Jahren nach 1865 veröffentlichte De Vis rund 130 wissenschaftliche Beiträge in verschiedenen Journalen, darunter in The Zoologist, im Journal of Anatomy and Physiology, in den Memoirs of the Anthropological Society of London, in den Proceedings of the Linnean Society of New South Wales und den Proceedings of the Royal Society of Queensland, in den Annals of the Queensland Museum und in den Annual Reports of the Administrator of H.M. Government in New Guinea.
De Vis war Mitglied in verschiedenen Organisationen, darunter in der Royal Society of Queensland, in den British und Australian Ornithologists’ Unions, in der Australasian Association for the Advancement of Science und in der Royal Geographical Society of Australasia. Von 1888 bis 1889 war er Präsident der Royal Society of Queensland und 1901 wurde er zum ersten Vizepräsidenten der Australian Ornithologists’ Union gewählt. 1886 und 1888 leitete er Ausstellungen in London und Melbourne. In seinen letzten Lebensjahren arbeitete er an einem vergleichenden Vokabular der Aborigines-Sprachen. De Vis war zweimal verheiratet. Seine erste Frau starb 1897 in Wellington, Neuseeland. Am 9. September 1898 heiratete er die Witwe Katherine Elizabeth Luckle, geborene Coulsen. Er starb am 30. April 1915 in Enoggera, einem nördlichen Vorort von Brisbane und wurde auf dem Abschnitt der Church of England auf dem Friedhof von Toowong bestattet.

## Dedikationsnamen
1920 benannten die beiden australischen Herpetologen Edgar Waite und Hebar Longman die Schlangenart Denisonia devisi nach De Vis. 1987 wurde die fossile Koalaart Madakoala devisi nach ihm benannt.
Gregory Mathews ehrte ihn 1917 in der Gattung Devisornis, die heute als Synonym für Malurus Vieillot, 1816 betrachtet wird, und im Jahr 1925 in der Gattung Devioeca. Alfred John North widmete ihm 1898 die Gebirgsfächerschwanz-Unterart (Rhipidura brachyrhyncha devisi).